# 赫德曼角
赫德曼角（英語：Cape Herdman）是南極洲的海岬，位於帕爾默地，處於巴萊克海岸，是維奧蘭特灣南部入口處，在1940年由美國研究隊拍攝空中照片，現時由南極條約體系管理。

## 外部連結
. . United States Geological Survey.   [2012-06-14].
72°36′S 60°36′W / 72.600°S 60.600°W